# Lasca

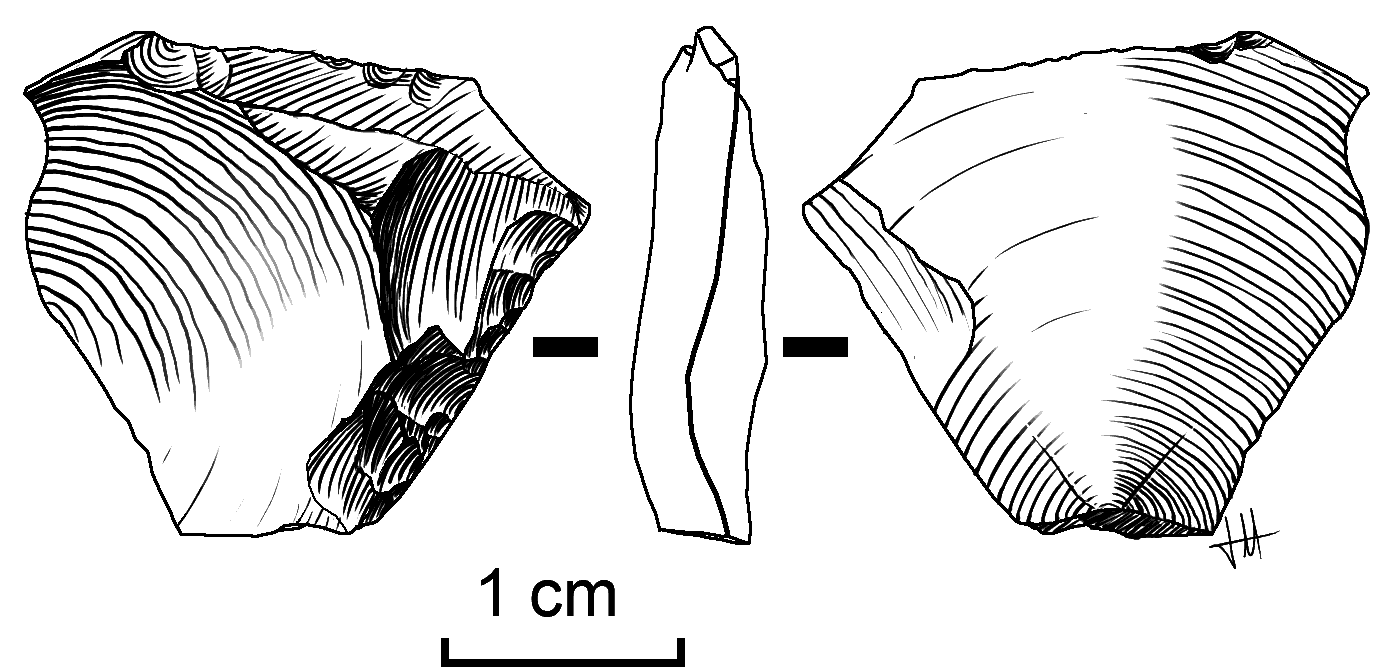
Lasca de sílex em cujo desenho é possível apreciar o afiado do seu gume. Vemos a sua face dorsal (com negativos de lascados anteriores), o talão e a cara ventral com o conchoide e as ondas de fratura.

Uma lasca, em sentido amplo, é qualquer produto do talhe intencional pelo ser humano de uma rocha, que se depreende da massa pétrea (em sentido geral chamado de núcleo, mas que pode ser um bloco de pedra, um seixo ou um utensílio em processo), e que adquire forma de esquírola cortante. O talhe pode ser realizado quer batendo diretamente com um percutor (de pedra, de chifre, de madeira ou, até mesmo, de metal), ou batendo indiretamente com um punção (que também pode ser de chifre ou de metal), ou ao submeter a peça-núcleo a uma forte pressão com uma pua ou compressor. As lascas têm formas e tamanhos diversos, dos microscópicos aos que superam os 30 centímetros, mas, em geral, compartilham uma série de caracteres comuns que permitem reconhecê-las como tais.
Por outro lado, as lascas podem ser um objetivo buscado pelo entalhador ou, pelo contrário, ser o resíduo resultante de fabricar uma peça nuclear (por exemplo, um biface). Assim mesmo, as lascas podem ser ferramentas per se, sem modificação alguma, em bruto (pois têm, geralmente, um fio natural muito agudo e efetivo), ou podem receber uma transformação até se tornar num utensílio concreto (uma raspadeira ou um raspador, por exemplo), então fala-se do "retoque" das lascas. Ou seja, com frequência, as lascas são suportes para fabricar uma enorme variedade de ferramentas.

## A quebra de uma lasca e a sua características

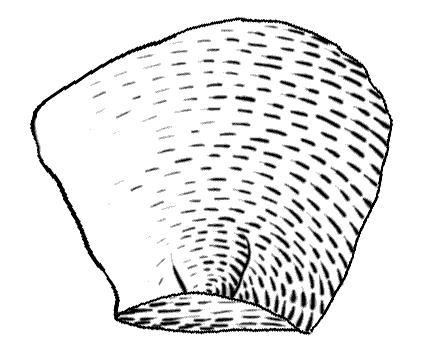
cara inferior ou ventral de uma lasca, com a sua característica forma de concha de bivalve.

Os entalhadores pré-históricos (ou os que talham à maneira pré-histórica embora seja em períodos sub-atuais, por exemplo os trilheiros) eligem, como matéria prima, rochas duras criptocristalinas de quebra conchoide. Ou seja, rochas com uma estrutura amorfa mas homogênea, na que são produzidas, durante o talhe, ondas vibratórias que se transmitem de igual modo em todas direções (o vidro doméstico seria um bom exemplo, se tem a grossura adequado, para ver as características da "fratura conchoide"). O talhe origina diferentes tipos de ondas, as relevantes, por ser mais fortes, sao as longitudinais: ou seja, a onda de choque e a onda de fratura (a primeira é mais rápida que a segunda). Estas ondas costumam seguir uma pauta comum, deixando, ao propagarem-se, umas marcas características na zona de rasgamento, por exemplo a que dá nome ao tipo de fratura, o "conchoide", ou os "bordos": as arestas extremamente afiadas da própria lasca, que são a razão de estas terem sido fabricadas desde a Pré-História mais remota.

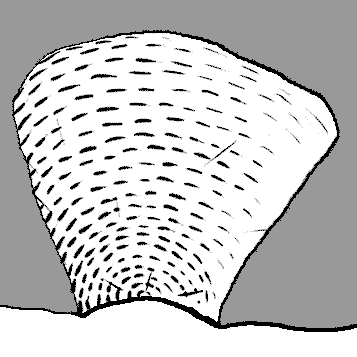
Negativo de lascado.

O "conchoide" é a parte mais notória da cara inferior (ou ventral) da lasca; ou seja, a superfície ao longo da qual acontece a quebra que separa a lasca do núcleo.

### Descrição
O "ponto de impacto" que, na realidade, é uma pequena superfície, quase circular, ou elíptica na que o percutor entra em contato com a rocha; é a origem desde a que se desenvolve um tronco de cone (que os especialistas chamam "cone de percussão"), que se vai abaulando até adquirir uma forma similar à concha de um molusco bivalve, daí o nome de conchoide. Depois, a curva da cara inferior é suavizada até quase desaparecer. Pelo contrário, no núcleo fica a marca da lasca, o chamado negativo de lascado (ou, simplesmente, "lascado"), que tem a mesma morfologia mas inversa: um "contraconcoide" aproximadamente pronunciado e, a seguir, uma superfície sutilmente côncava.
Dado que as rochas raramente carecem de impurezas ou fissuras, a onda de fratura acostuma sofrer alterações; estas alterações permitem estudar melhor o talhe à maneira pré-histórica. Assim, aparecem diversas sinais muito úteis no estudo dos artefatos pré-históricos talhados. Em linhas gerais os elementos mais comuns são:
- As ondas de fratura: são interferências que afetam à quebra da a rocha, fazendo oscilar a frente de fissura, formando anéis ou ondas, parecidas às que faz uma pedra ao cair na água (embora sem serem circulares, mas "parabólicas", e além disso, concêntricas, ou seja, "homofocais"). Estas ondulações costumam indicar a origem do batimento com que foi extraída a lasca, caso de não se conservar o conchoide ou o ponto de impacto.
- As lancetas radiais são, por outro lado, estigmas afusados provocados por pequenas impurezas. A partir das mesmas surgem, como raios luminosos, como zonas de sombra muito alongada, umas marcas lineais que assinalam o lugar donde vem a onda de choque e para onde se expande. As lancetas são particularmente abundantes aos lados do "cone de percussão" (marcando muito bem o ponto de impacto), e nos gumes da lasca (de modo que se pode reconhecer se esta tem as arestas melhor ou pior conservadas).
- Microlascados trapezoidais: quando a onda de fratura atinge o limite da rocha, costumam saltar esquírolas microscópicas sucessivas (microlascas), que deixam a sua marca no núcleo (em forma de trapézios encadeados), no nervo do negativo do lascado. Numa peça talhada (não somente um núcleo), com vários negativos, os microlascados, com as lancetas, indicam qual dos lascados é anterior e qual é posterior. Isto é essencial para reconstruir os gestos do artesão que talhou a peça.
- A esquírola parasita: justamente no conchoide, nem sempre, mas com frequência, aparece uma pequena lasca aderida ou, se esta saltou, o seu negativo. Não existe uma explicação clara para este fenômeno, mas poderia ser o resultado do reflexo da onda de choque que forma uma onda de fratura secundária.

## Anatomia de uma lasca
Uma lasca completa tem três caras:
- A cara inferior ou ventral, que é a superfície de rasgamento da lasca ao depreender-se do núcleo e que, conforme exposto acima, conserva o ponto de impacto, o conchoide e os outros elementos relacionados. A cara inferior pode orientar os expertos no talhe da pedra sobre o método com o que foi extraída e o tipo de percutor ou ferramenta empregue.
- A cara superior ou dorsal, que é a porção de cara de lascado do núcleo que é extraído com a lasca. Esta parte tira consigo restos do córtex (a superfície visível do suporte original, ou seja, a "casca" natural da matéria prima) ou, negativos de lascas extraídas previamente. Estas marcas, negativos de lascado incompletos, informam de certas características do núcleo, e separam-se entre si pelos chamados "nervos".
- O talão, que normalmente é representado na parte inferior (sul) dos desenhos,[6] é o pedaço de núcleo que entrou em contato com o percutor, depreendendo-se com a lasca.[7] O talão, entre outras coisas, dá informação sobre se houve ou não preparação prévia da zona  do núcleo que ia receber o impacto, por isso se distinguem os seguintes tipos:
  - Talão cortical: formado pelo córtex ("casca" natural da rocha).
  - Talão liso: formado por um negativo de lascado (incompleto, pois a maior parte do mesmo ficará no núcleo).
  - Talão diedro: formado por dois negativos de lascado prévios.
  - Talão formatado: formado por três ou mais negativos de lascado. Uma talão formatado indica que o núcleo recebeu uma preparação especial, por meio de numerosos batimentos prévios, que conformam à plataforma de percussão no núcleo. O talão formatado é, portanto, o de maior sofisticação.
  - Talão linear: é o que é formado por uma superfície tão estreita e alongada que tem um fio cortante.
  - Talão punctiforme: formado unicamente pelo ponto de impacto, sendo apenas visível.

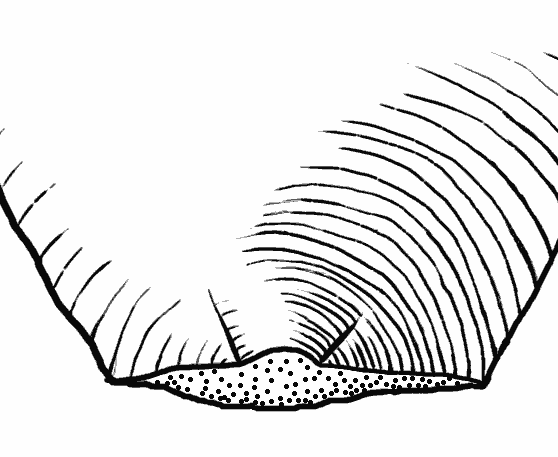
Talão cortical
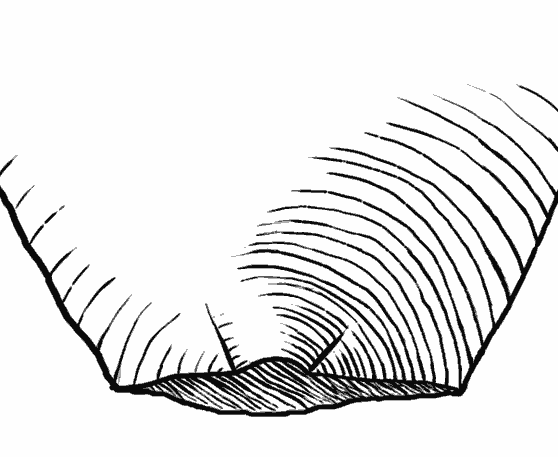
Talão liso
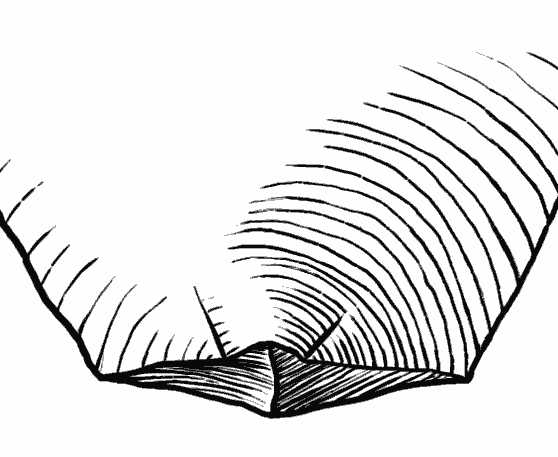
Talão diedro
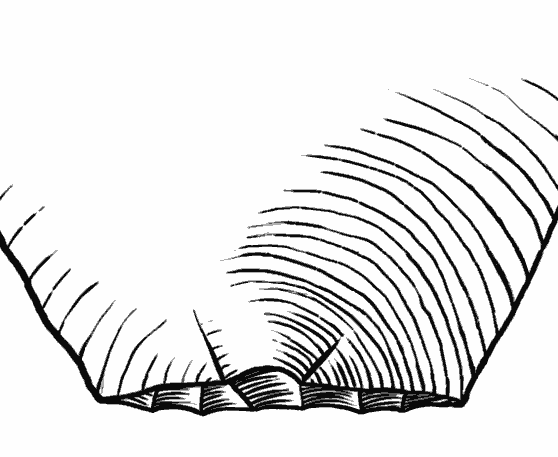
Talão formatado
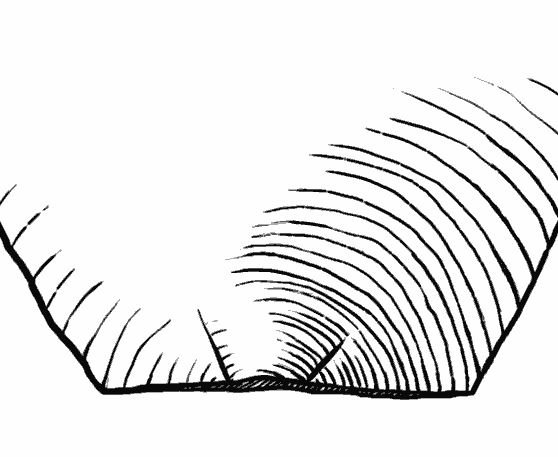
Talão linear
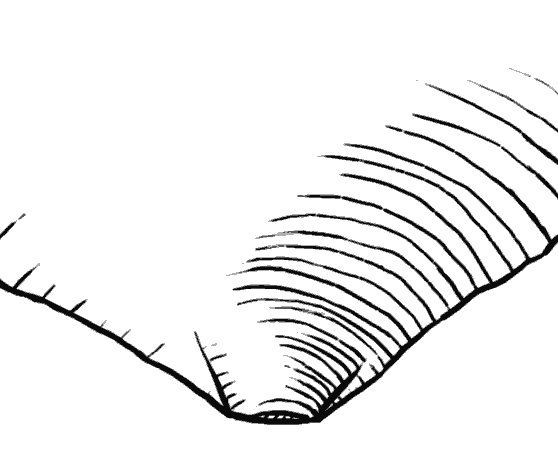
Talão punctiforme

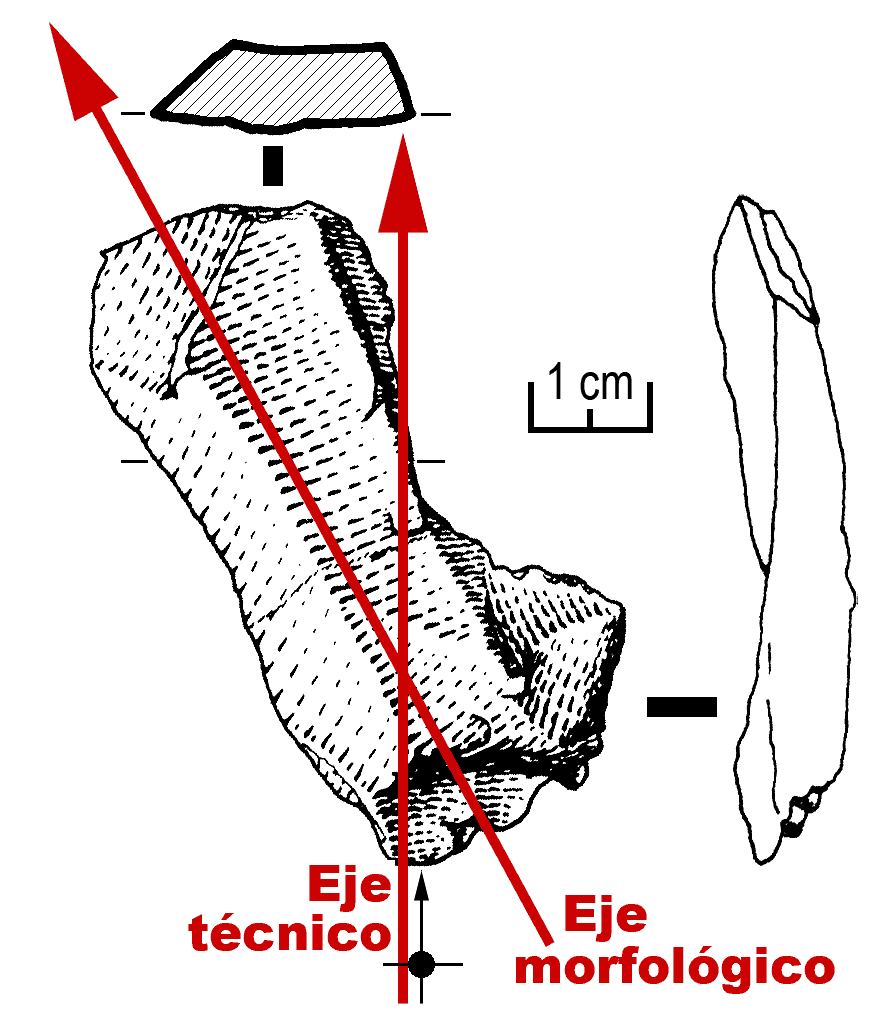
Exemplo dos eixos técnico e morfológico numa lasca pré-histórica desviada.

A posição da peça a desenhar ou a analisar varia segundo os diferentes autores ou segundo a descrição do tipo de ferramenta, dependendo da presença ou não de retoque, bem como do tipo de suporte, alternando, às vezes, entre os dois. Para uma lasca sem retocar, o ponto de impacto e a direção de percussão (ao ser extraída a lasca) são utilizados como guia para orientá-la, de modo que se coloca, convencionalmente, com este ponto de impacto para embaixo e vendo a sua cara superior ou dorsal. Assim, a parte do talão e as suas proximidades, geralmente na parte inferior nos desenhos, é denominada "zona proximal", e o extremo oposto recebe o nome de "zona distal", sendo a "zona mesial" a que fica no meio delas. Contudo, para facilitar a interpretação e a compreensão de um utensílio plasmado num desenho, é preciso adotar um certo número de símbolos, e defini-los claramente, pois estes não são de aplicação universal. O eixo que domina a orientação, e que coincide com a direção de percussão no lascado, chama-se "eixo técnico". Esta orientação convencional da lasca indica, além disso, qual é o "bordo direito"  e qual é o "bordo esquerdo", cuja denominação não cambiará embora a lasca for estudada de outros pontos de vista.

## Classes de lascas
Os especialistas ("tipólogos líticos") discriminam diferentes classes de lascas segundo os fatores considerados ao analisá-las.
Do ponto de vista da morfologia lítica  estão as lascas sensu stricto (incluem-se aqui certos tipos de lascas triangulares que, às vezes, são denominadas, "pontas"), as lâminas e as lamelas. Uma opção clássica é a de François Bordes, que separa as  "lascas" das "lâminas " por meio da proporção comprimento/largura: se a comprimento da peça, medida segundo o seu eixo técnico, é o dobro ou superior à sua largura, trata-se de uma lâmina. Esta mesma definição é aceite por uma grande parte de tipólogos (entre eles Brézillon, a equipa de Jacques Tixier e outros...). Leroi Gourhan, talvez por causa da sua maior inclinação pela cultura do Magdaleniano, é mais exigente, propondo os seguintes "módulos de talhe" para as lascas (simplificado):
- Lascas muito largas: aquelas nas quais a largura supera o comprimento
- Lascas comuns: a que têm o comprimento ligeiramente superior à sua largura, em aproximadamente um terço
- Lascas laminares: as que o comprimento é o dobro da largura
- Lâminas: as que o comprimento é pelo menos o triplo da largura

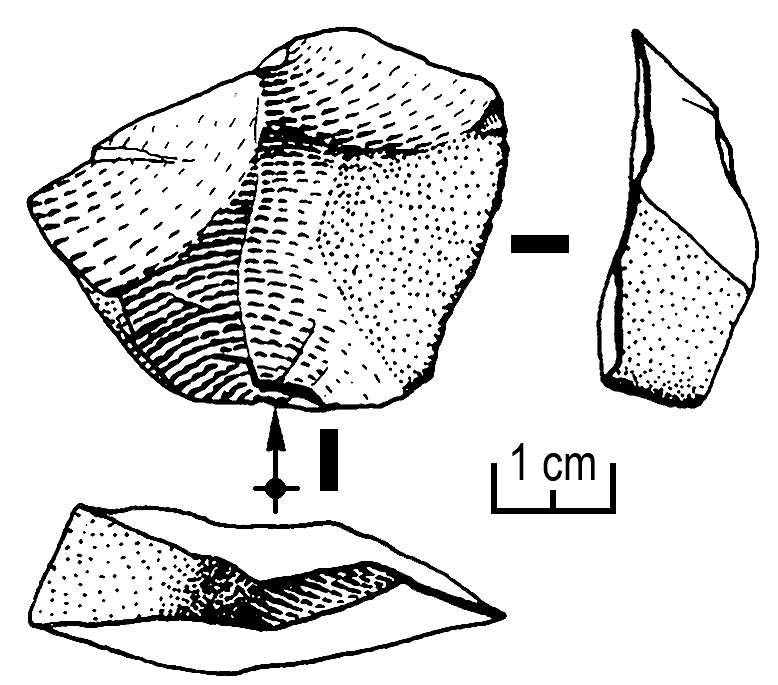
Lasca muito larga (talão misto)
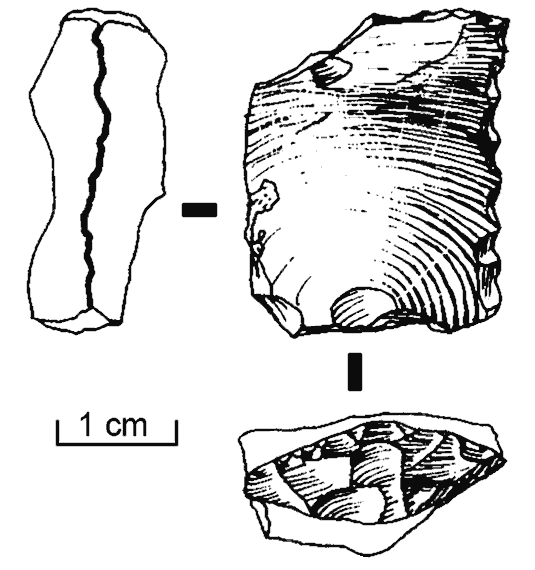
Lasca comum (talão formatação)
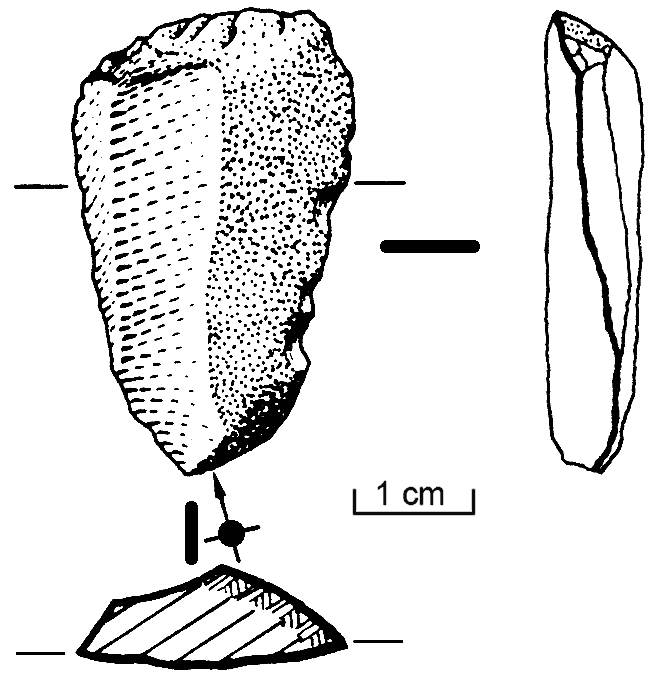
Lasca laminar (talão cortical)
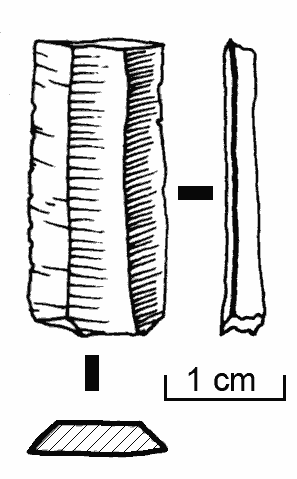
Lâmina (não conserva o talão)

À parte, distingue os tamanhos: tomando um grande número de produtos de talhe de todos os continentes considera que qualquer um que supere os 15 centímetros é já "muito grande", os 8 centímetros são o "tamanho médio" (para lascas e lâminas), sendo as "pequenas lascaas" e as "lamelas " inferiores a 2 ou 3 centímetros na sua medida maior.
Do ponto de vista da tecnologia lítica  separam-se as lascas denominadas "vulgares" (aquelas das quais se desconhece a sua posição na "cadeia operatória" mas que podem ser utensílios funcionais), as "lascas características" (as que sim têm um lugar conhecido dentro da "cadeia operatória") e os "resíduos e acidentes de talhe", alguns são também "resíduos característicos", pelo qual foram cuidadosamente classificados. Além disso, estariam os materiais residuais do talhe sem mais, habitualmente, lascas excessivamente pequenas, esquírolas ou pedaços e astelas sem forma concreta. Porém, se tem de aclarar que qualquer lasca ordinária é uma ferramenta potencial.
Conforme o exposto acima, as chamadas "lascas vulgares" são aquelas cuja situação na cadeia operatória é desconhecida, são as mais comuns mas, até mesmo entre elas, podem ser distinguidas variedades (por exemplo, por tamanho), ou pela quantidade e localização do "córtex", destacando-se as lascas com uma característica forma de "gomo de cítrico", com córtex num lateral, aproximadamente perpendicular ao plano de esmagamento da lasca (como se tiver uma quarta cara, na parte da dorsal, da ventral e do talão; cara que, com frequência é chamada de "dorso natural").
As lascas características, por outro lado, têm uma posição conhecida dentro da cadeia operatória graças às cicatrizes especiais que têm (uma lasca que resulta da extração de um núcleo; uma lasca que resulta do talhe de um biface; ou uma lasca de retoque, etc.); porém, como há múltiplas cadeias operativas segundo as coordenadas culturais ou geográficas ou cronológicas, a sua enumeração resulta inabarcável. Em linhas gerais distinguem-se três grandes grupos:
- Os resíduos característicos ("refugo") que aparecem ao fabricar um artefato com determinadas técnicas. A lasca característica mais universal é a "Lasca cortical" (que tem córtex na sua face superior e no talão, com o que se confunde de fato), é a primeira lasca extraída numa cadeia operatória; com frequência, para as distinguir, é usado o galicismo "entames" (os ingleses, com frequência empregam a expressão opening flake, que resulta descritiva). Outra lasca característica é a "pseudo-ponta pseudo-Levallois", uma lasca que aparentemente é Levallois, mas que, na realidade, é uma lasca comum, só que resulta daquelas cadeias operativas com talhe centrípeto e bifacial, por exemplo de um núcleo ou de um instrumento nuclear. Também são típicas as lascas Kombewa fortuitas (não obtidas intencionadamente); estas resultam de elaborar utensílios sobre lasca com retoque inverso na zona proximal do suporte. Outra lasca típica de um determinado tipo de retoque é a "lasca clatonense". Mais resíduos característicos são as lascas de reavivamento de bifaces por meio de golpes de "tranchet", igualmente as virutas de buril, os microburis e os "ápices triédricos" (ambos os resíduos próprios de usar a chamada técnica do microburil). E, nos núcleos para lâminas  e lamelas , as chamadas "lâminas  de crista" (resto da preparação prévia à obtenção das próprias lamelas) e as "tabletas" de reavivamento da plataforma de percussão.

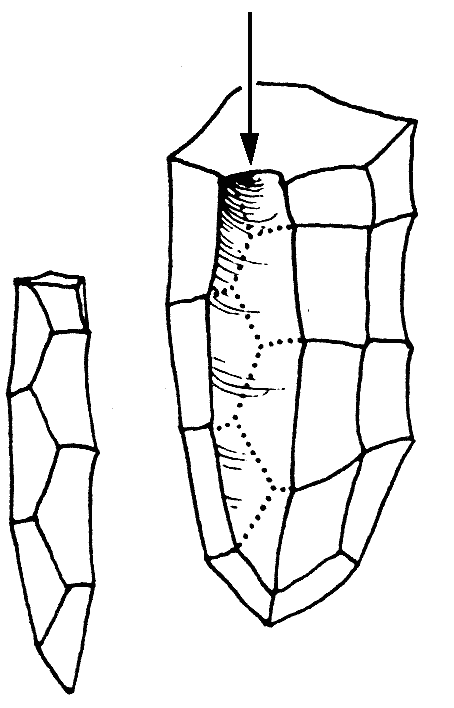
Um resíduo característico, a lâmina de crista que prepara um núcleo para lâminas
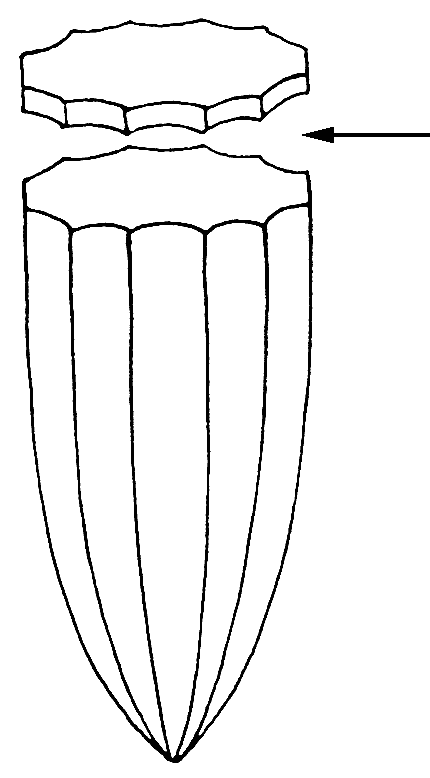
Outro resíduo característico, a tableta de reavivamento da plataforma de percussão
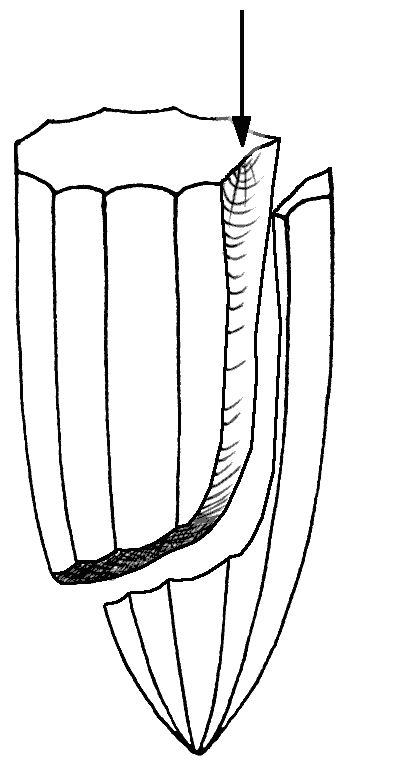
Um acidente de talhe: uma lâmina ultrapassada, que leva parte do núcleo
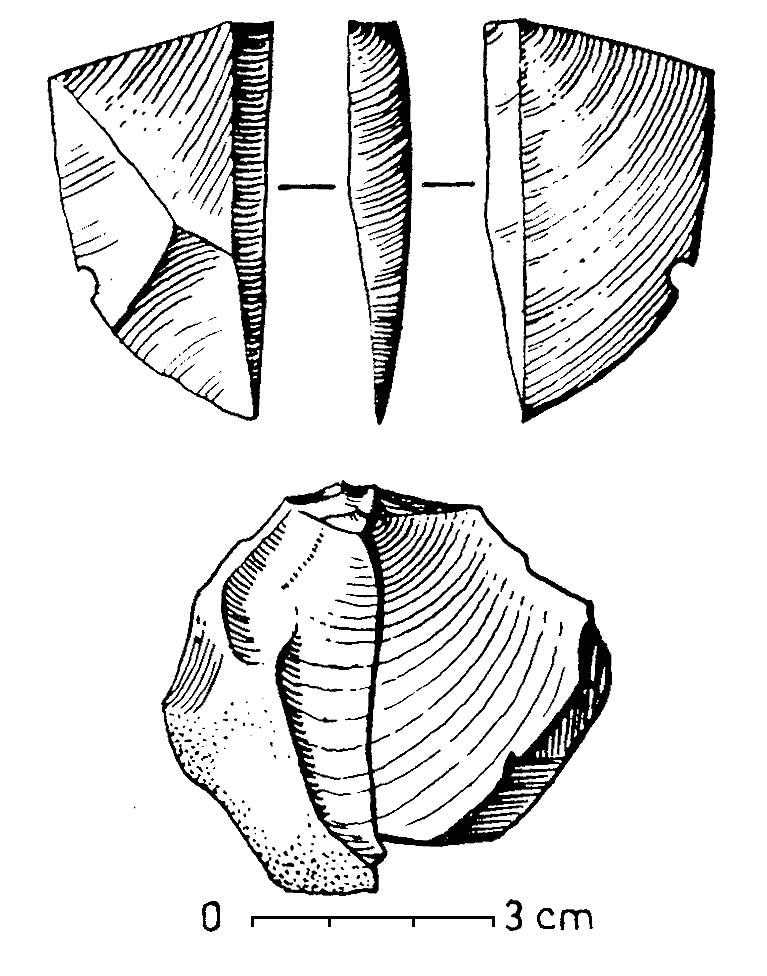
Outro acidente de talhe, o pseudo-buril de Siret, uma quebra fortuita de uma lasca

- Os acidentes de talhe. Graças aos experimentos de talhe é possível reconhecer lascas características de determinados fatos fortuitos, por exemplo, as lascas ou lâminas  refletidas (nas quais a onda de fratura não chega ao final, mas vira bruscamente para a superfície do núcleo, resultando lascas curtas demais e com o gume rombo), as lascas ou lâminas  ultrapassadas (é o efeito contrário, a onda de fratura vai para o interior do núcleo, resultando lascas sem fio, pois tiram toda a superfície de lascado); lascas ou lâminas  rotas ao serem extraídas (a onda de fratura divide-se em numerosas ondas, partindo-se em pedaços o produto desejado), os "pseudo-buris de Siret"[14] são lascas partidas pela metade, através do seu eixo técnico, por causa de uma onda de fratura ortogonal à onda normal de lascado, saindo assim duas médias lascas quase iguais.
- Os produtos finais, considerados utensílios per se quando a sua forma foi predeterminada por métodos específicos de lascado. Os mais importantes são as lascas Levallois e Kombewa, as pontas Levallois, as lâminas e as lamelas; bem como todas a sua variantes regionais ou cronológicas.

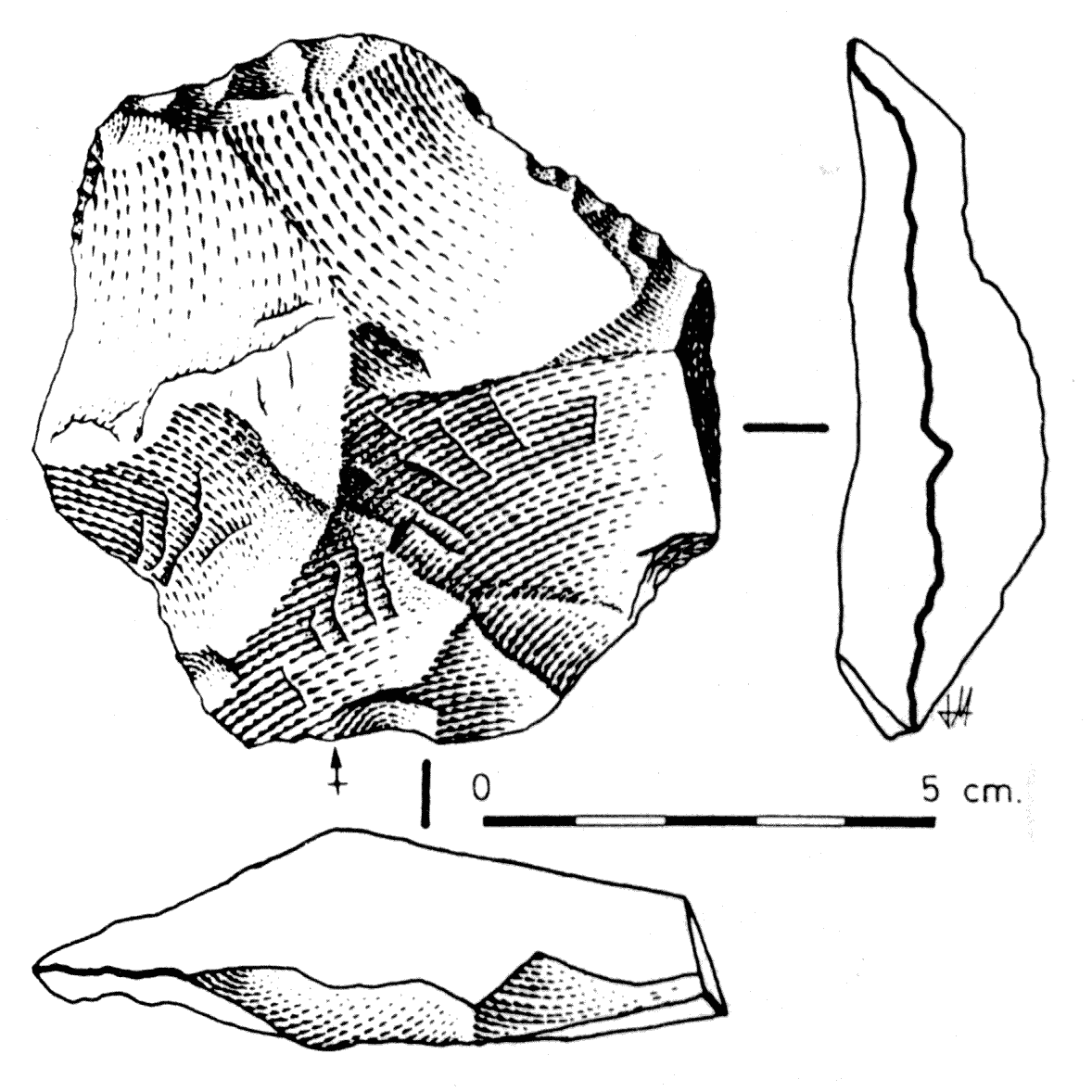
Lasca Levallois
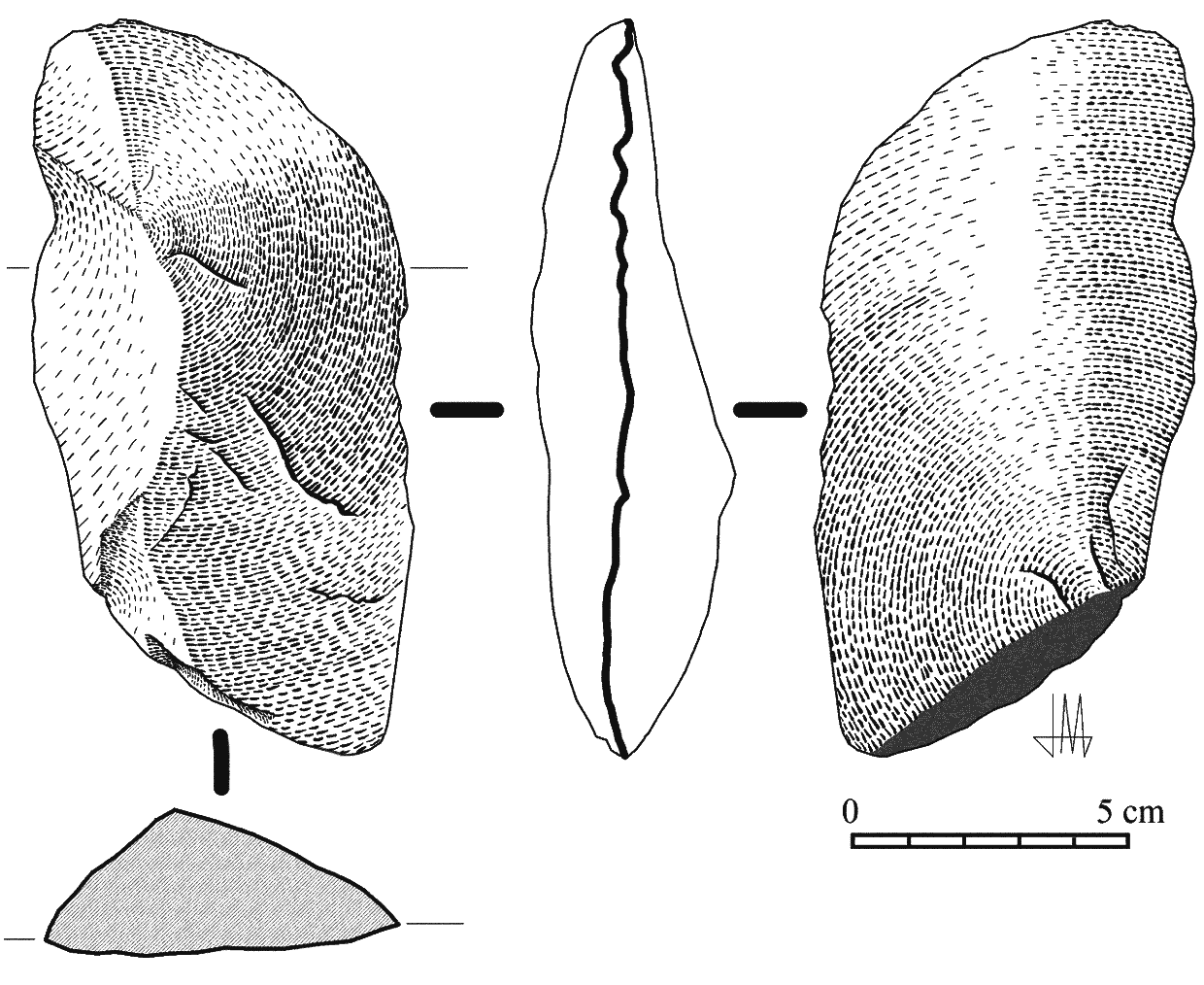
Lasca Kombewa
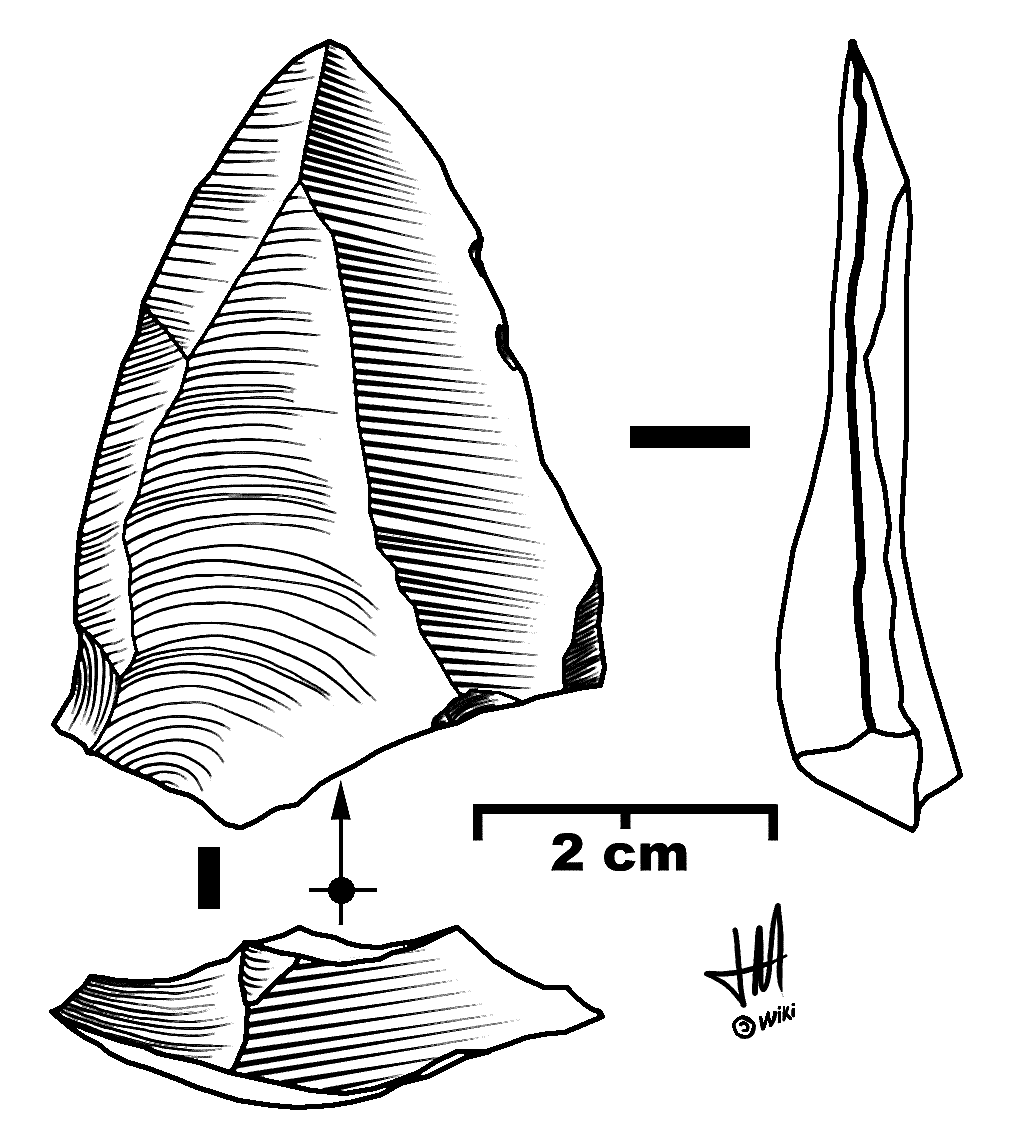
Ponta Levallois
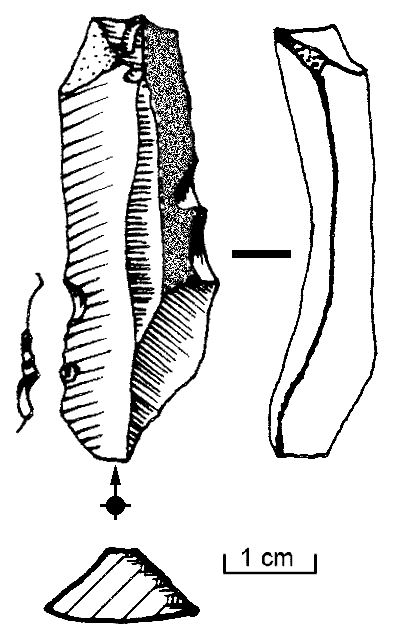
Lâmina de sílex

## Os utensílios sobre lasca
A versatilidade das lascas (em sentido amplo), e a capacidade dos artesãos pré-históricos para dar a forma e o tamanho requerido fazem que estas sirvam de suporte a praticamente qualquer tipo de ferramenta de pedra talhada. Dos mais antigos artefatos, como os seixos talhados (cuja definição parece entrar em contradição com o fato que que alguns de eles se elaboraram sobres lasca), às espetaculosas facas das grandes civilizações antigas (astecas, egípcios, megalíticos europeus..., todos têm essa característica comum), passando pelos bifaces acheulenses, as raspadeiras musterienses, as pontas do Paleolítico Superior e da cultura Clóvis, os micrólitos epi-paleolíticos, os dentes de fouce neolíticos, as pontas de flecha calcolíticas, et cétera, até chegar às pederneiras de fuzil ou aos pequenos calhaus do trilho.

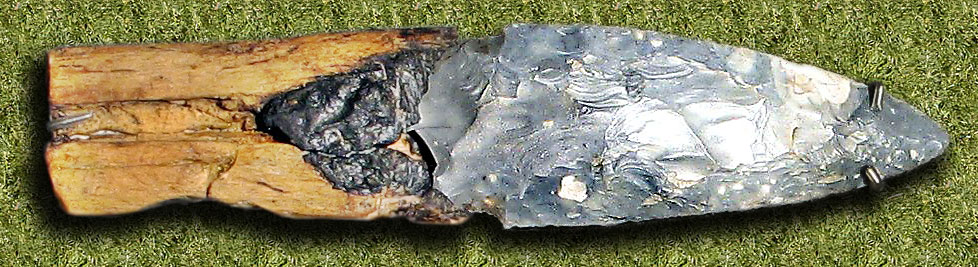
Faca talhada sobre uma lâmina de sílex procedente de um assentamento do III milênio a.C. na atual Alemanha.

.